# Yoshinori Fujimoto
Yoshinori Fujimoto (Nara, 25 oktober 1989) is een golfprofessional uit Japan.

## Amateur
Als amateur vertegenwoordigde hij Japan op de Zomeruniversiade 2011. Het Japanse golfteam won goud, individueel kreeg hij de zilveren medaille.

## Professional
Fujimoto werd in 2012 professional. Hij begon op de Japan Golf Tour, werd 2de bij het Totoumi Hamamatsu Open, won het Japan Golf Tour Championship, stond daarna in de top-200 van op de wereldranglijst en mocht hij meedoen aan het Brits Open.

### Gewonnen
- Japan Golf Tour Championship (-13)